# Survivor (album Destiny's Child)
Survivor è il terzo album del gruppo statunitense R&B delle Destiny's Child, pubblicato nel 2001 per la Columbia Records. Nominato ai Grammy Award come miglior album R&B, è stato promosso dai singoli Survivor, Independent Women Part I e Bootylicious, vendendo complessivamente oltre 12 milioni di copie.
Gli estratti dall'album ottennero ampio successo nelle classifiche internazionali e nella pop culture: Independent Women Part I fece ottenere il guinness world record per essere il primo brano di un girl group ad essere rimasto alla prima posizione per undici settimane consecutive nella Billboard Hot 100, Survivor ottenne un Grammy Award, un MTV Video Music Awards e un Soul Train Music Award, mentre il neologismo utilizzato come titolo del singolo Bootylicious è stato aggiunto all'Oxford English Dictionary nel 2004.

## Descrizione

### Antefatti

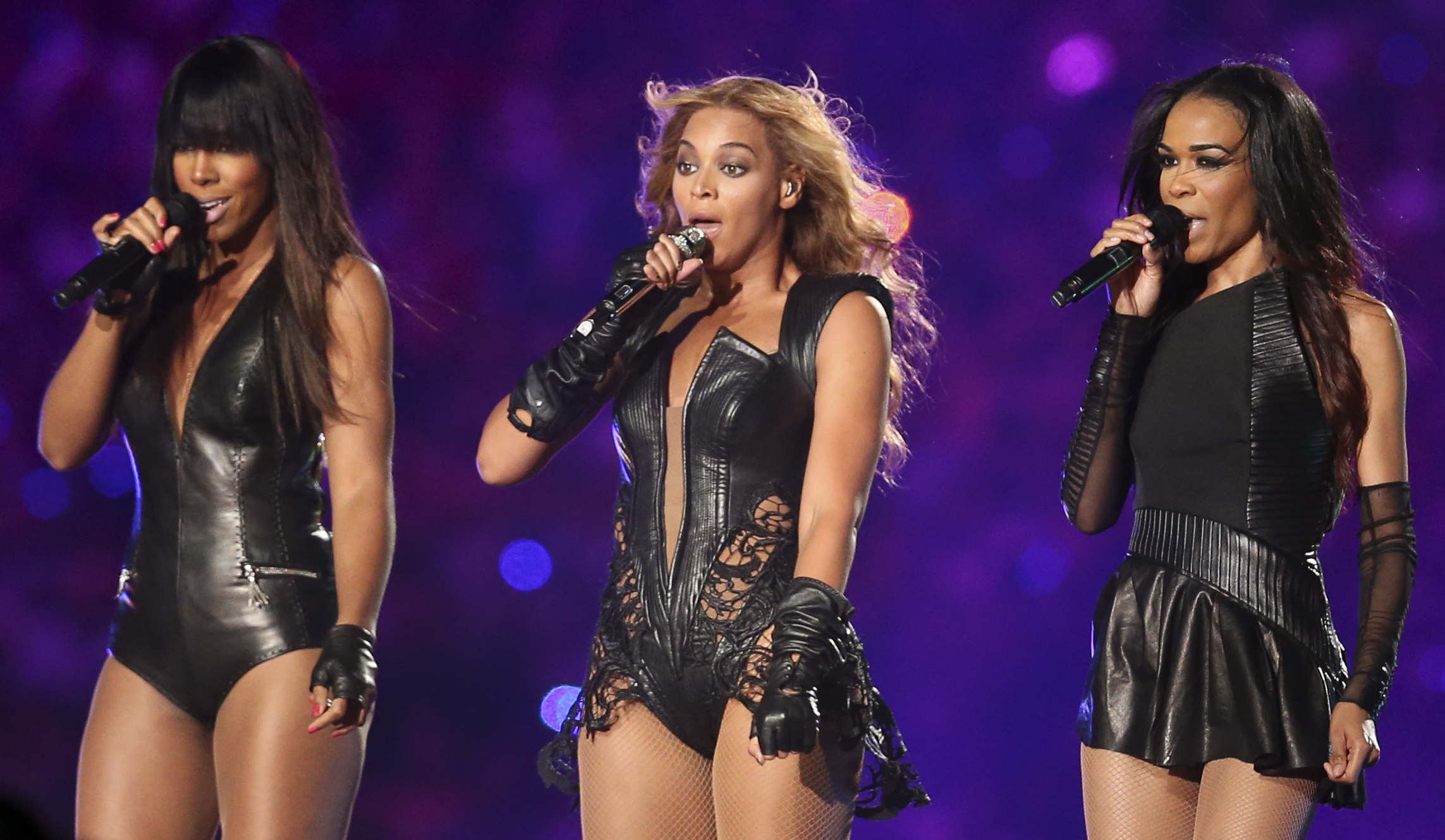
La formazione finale delle Destiny's Child: Kelly Rowland, Beyoncé Knowles e Michelle Williams

Dopo le controverse vicissitudini che segnarono il gruppo nel dicembre 1999, che videro la sostituzione di LaTavia Roberson e LeToya Luckett con i nuovi membri Michelle Williams e Farrah Franklin, il gruppo iniziò una serie di apparizioni televisive e in festival musicali in promozione dell'album The Writing's on the Wal. Nel luglio del 2000, appena cinque mesi dopo essersi unite, fu annunciato che la Franklin avrebbe lasciato il gruppo. Le Destiny's Child si ritrovarono con una nuova formazione composta da Beyoncé Knowles, Kelly Rowland e Williams.

### Composizione
Nel terzo progetto discografico del gruppo Beyoncé Knowles ha assunto un maggiore controllo nella scrittura e produzione dei brani, sotto la pressione della casa discografica e del padre e manager Mathew Knowles, tanto che la stessa cantante ammise che inizialmente doveva produrre solamente tre brani.
La canzone Survivor fu ispirata da un gioco di parole che una stazione radio aveva fatto sul fatto che tre membri avevano già lasciato il gruppo, paragonando la band al reality show Survivor. Knowles fu ispirata a prendere il commento negativo e trasformarlo in un brano che emancipasse il duro lavoro del gruppo nel rimanere solido e pronto a affermarsi sulla scena musicale. Per questo motivo l'album, che doveva essere originariamente intitolato Independent Women, fu denominato con lo stesso nome del brano.

## Successo commerciale
Il progetto discografico ha debuttato al numero uno della Billboard 200 con 663 275 copie vendute, il più alto dato di vendita della prima settimana di qualsiasi gruppo femminile nell'era SoundScan e il più alto dato di vendita della prima settimana di qualsiasi album nella storia della Columbia Records. Survivor trascorse le sue prime tredici settimane nella top 10 della Billboard 200, due in più del precedente album The Writing's on the Wall, arrivando alla fine del 2001 con una vendita di oltre 3.7 milioni copie negli Stati Uniti, classificandosi come settimo album più venduto dell'anno. Al 2009 sono state vendute 4.3 milioni di copie.
Survivor ha debuttato al numero uno in più di nove paesi, compreso il Regno Unito divenendo il primo album in studio di un gruppo femminile statunitense a esordire alla prima posizione. In Europa l'album è stato certificato doppio disco di platino in riconoscimento dei due milioni di album venduti in tutto il continente; da allora le sue vendite hanno superato la soglia dei tre milioni. L'album è stato certificato doppio disco di platino in Australia.
Ad agosto 2011, l'album aveva venduto 12 milioni di copie in tutto il mondo.

## Promozione
Survivor viene promosso dal singolo Independent Women Part I, già facente parte del repack del precedente progetto discografico The Writing's on the Wall e scelto come colonna sonora del film Charlie's Angels uscito nelle sale nel 2000. Il singolo esordisce nelle top ten di trenta classifiche internazionali, tra cui alla prima posizione della UK Singles Chart e della Billboard Hot 100, dove sancì il guinness world record per essere il primo brano di un girl group ad essere rimasto alla prima posizione per undici settimane consecutive. La canzone divenne la 18º canzone più venduta con più successo nella classifica statunitense degli anni 2000.
Il secondo estratto è la traccia che dà nome al progetto discografico, Survivor, che rimase sei settimane alla posizione numero due della Billboard Hot 100, essendo esclusa dalla posizione numero uno da All for You di Janet Jackson. Il brano riscosse ampio successo sia nelle vendite che ricevendo numerose candidature alle principali premiazioni, vincendo un Grammy Award, un MTV Video Music Awards e un Soul Train Music Award.
Il terzo singolo, Bootylicious, debutta alla posizione 66 per approdare alla prima posizione la settimana successiva, rimanendo all'interno della classifica statunitense per novanta settimane consecutive. Emotion fu pubblicato come quarto singolo dell'album e continuò la striscia di successi top-ten del gruppo negli Stati Uniti, raggiungendo la decima posizione nella Billboard Hot 100. Nasty Girl fu l'ultimo singolo dell'album e raggiunse solo le classifiche internazionali, tra cui quella Australiana.

## Accoglienza
Il progetto discografico è stato accolto positivamente dalla critica musicale, tanto da farlo acclamare dalla critica musicale di NME, Sylvia Patterson, come «fenomenale». Proseguendo con la recensione descrive l'album come «un vulcano creativo, evidentemente senza fondo, che esplode; [...] Nessuno può accusare le Child di prevedibilità: ci vuole coraggio per evitare uno spettro di Say My Name, svoltando per l'ammaliante e pionieristico pop, che non si vedeva dai tempi di Wendy & Lisa e il gospel di Danny La Rue». Entertainment Weekly ha elogiato l'album, definendolo «il prematuro, ma inevitabile, album dei dolori di crescita delle tre dive».
Rob Sheffield per Rolling Stone inizia la recensione incalzando che «le Destiny's Child non sono solo un gruppo pop, sono puro dramma, ogni singolo di successo è un altro capitolo della loro continua saga di cambi di formazione, controversie, gossip e favolosità a tutto tondo. Per un po', cercare di tenere traccia di chi fosse ancora nel gruppo è stato difficile; [...] Beyoncé Knowless, Kelly Rowland e Michelle Williams, debuttano come trio, sono il grande gruppo pop del momento, e lo urlano in tutti i modi». Al termine della recensione Sheffield riscontra però che «l'unica vera debolezza di Survivor è il tono presuntuoso che si insinua nelle canzoni; [...] Queste ragazze sono su di giri, non c'è dubbio, e se non si può dire dove le Destiny's Child andranno da qui, questo fa parte del dramma che ci tiene incollati allo spettacolo pop che hanno messo in moto, e Survivor è pieno di successi da tenere questo racconto».
The New Yorker, meno impressionato, afferma che «tutte e quindici le tracce sono dissensi unidimensionali e rifiuti di donne, fidanzati vendicativi, e i dubbiosi cambi di rotta dei componenti del gruppo». AllMusic ha commentato che l'album è «artificioso e calcolato come un disco di Mariah Carey, solo senza la gioia che la distingue».

### Classifiche
- 9º — Migliori album dell'anno, Blender (2001)
- 49º — Migliori album degli anni 2000, The Guardian (2009)
- 15º — Migliori album dell'anno, NME (2001)

## Riconoscimenti
- 2002 - American Music Award[47]
  - Miglior album Pop/Rock
- 2002 - Grammy Awards[23]
  - Candidatura al miglior album R&B
- 2002- Soul Train Music Award[48]
  - Candidatura al miglior album Soul/R&B di un gruppo
- 2002- Soul Train Lady of Soul Award[49]
  - Miglior album Soul/R&B di un gruppo
- 2001- Teen Choice Awards[50]
  - Candidatura al miglior album

## Tracce
1. Independent Women Part I – 3:41 (Beyoncé Knowles, Cory Rooney, Samuel Barnes, Jean-Claude Olivier)
2. Survivor – 4:00 (Beyoncé Knowles, Anthony Dent, Mathew Knowles)
3. Bootylicious – 3:27 (Beyoncé Knowles, Rob Fusari, Falonte Moore, Stevie Nicks)
4. Nasty Girl – 4:17 (Beyoncé Knowles, Anthony Dent, Maurizio Bassi, Naimy Hackett)
5. Fancy – 4:12 (Beyoncé Knowles, Jonathan Rotem, D'Wayne Wiggins)
6. Apple Pie À La Mode – 2:58 (Beyoncé Knowles, Rob Fusari, Falonte Moore)
7. Sexy Daddy – 4:07 (Beyoncé Knowles, Damon Elliott)
8. Perfect Man – 3:41 (Beyoncé Knowles, Rapture Stewart, Eric Seats)
9. Independent Women Part 2 – 3:45 (Beyoncé Knowles, Rapture Stewart, Eric Seats, David Donaldson, Frank Comstock)
10. Happy Face – 4:30 (Beyoncé Knowles, Rob Fusari, Calvin Gaines, Falonte Moore, Bill Lee)
11. Dance With Me – 3:43 (Beyoncé Knowles, Carsten Schack, Kenneth Karlin)
12. My Heart Still Beats – 4:08 (Beyoncé Knowles, Walter Afanasieff)
13. Emotion – 3:56 (Barry Gibb, Robin Gibb) – Cover di Samantha Sang
14. Brown Eyes – 4:47 (Beyoncé Knowles, Walter Afanasieff)
15. Dangerously in Love – 5:06 (Beyoncé Knowles, Errol McCalla Jr.)
16. The Story Of Beauty – 3:30 (Beyoncé Knowles, Ken "K-Fam" Fambro)
17. Gospel Medley (Dedicated to Andretta Tillman) – 3:26 (Beyoncé Knowles, Kirk Franklin, Richard Smallwood)
18. Outro (DC-3) Thank You – 4:01 (Beyoncé Knowles, Kelly Rowland, Michelle Williams, Rob Fusari, Bill Lee, Calvin Gaines)

## Classifiche
| Classifica (2001) | Posizione massima |
| ----------------- | ----------------- |
| Australia         | 4                 |
| Belgio (Fiandre)  | 1                 |
| Canada            | 1                 |
| Danimarca         | 7                 |
| Francia           | 4                 |
| Germania          | 1                 |
| Irlanda           | 1                 |
| Paesi Bassi       | 1                 |
| Regno Unito       | 1                 |
| Stati Uniti       | 1                 |
| Svizzera          | 1                 |